# Stelletta boglicii
Stelletta boglicii är en svampdjursart som beskrevs av Schmidt 1862. Stelletta boglicii ingår i släktet Stelletta och familjen Ancorinidae. Inga underarter finns listade i Catalogue of Life.